# Viktor Suhorukov
Viktor Ivanovici Suhorukov (în rusă Виктор Иванович Сухоруков; n. 10 noiembrie 1951, Orehovo-Zuevo, RSFS Rusă, URSS) este un actor rus de film.